# 范达
范达（英語：VanEck）是位于美国纽约市的一家资产管理公司。该公司主要从事ETF和共同基金的发行和管理工作，同时也经营对冲基金和独立账户（separate account）。

## 历史
范达成立于1955年，最初主要从事国际市场的股票投资，是美国最早的国际股票基金管理公司之一。后来重心逐渐转向贵金属、基本金属、石油、天然气等重要商品的投资。此外，该公司还经营新兴市场基金、债券基金、货币市场基金、ETF等多种针对不同投资者的基金，有着较齐全的基金产品线。
目前在法兰克福、普費菲孔（瑞士施维茨）、马德里、上海和悉尼设有分公司。另外设有全资指数（self-indexing）公司MVIS。
范达管理的ETF资产总额在2019年约有440亿美元，为美国第七大ETF发行商。

## 外部連結
- VanEck官方网站 （页面存档备份，存于）
- 范达中国网站 （页面存档备份，存于）
- MVIS指数公司 （页面存档备份，存于）